# Chanina ben Teradjon

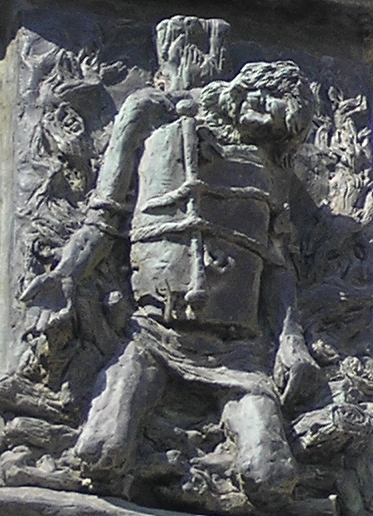
Chanina ben Teradjon auf der großen Knesset-Menora

Chanina (auch: Chananja) ben Teradion war ein Tannait der 3. Generation und jüdischer Märtyrer.
Er gehörte zu den Zehn Märtyrern (in der Verfolgungszeit unter Hadrian). Durch seine Tochter Berurja war er Schwiegervater des Rabbi Meir.
Chananja ben Teradjon lehrte trotz des hadrianischen Verbots weiter, wurde angeblich deshalb an einem 27. Siwan (Schulchan Aruch Orach Chaim Kap. 580) in eine Thorarolle gehüllt, auf den Scheiterhaufen gebracht, um mitsamt der Thorarolle verbrannt zu werden (was ihm angeblich Jose ben Qisma vorhergesagt hatte).
Die Legende erzählt Folgendes: Um seine Qual zu verlängern, sollte ihm der Henker nasse Wolle auf das Herz legen; von Mitleid erfasst, riet ihm der Henker, die Wolle zu entfernen, er aber antwortete:
Wie dürfte ich mein Leben verkürzen, wenn der Allvater es mir auferlegt, nicht so schnell zu sterben.
Der Henker selbst entfernte nun die Wolle und stürzte sich dann ins Feuer, um sich der Strafe des Tyrannen zu entziehen.